# Scalp Level
Scalp Level est un borough situé dans le comté de Cambria, dans l’État de Pennsylvanie, aux États-Unis. Sa population s’élevait à 778 habitants lors du recensement de 2010, estimée à 731 habitants en 2016.

## Histoire
Scalp Level a été fondée en 1835 et incorporée en 1898.

## Source
- (en) Cet article est partiellement ou en totalité issu de l’article de Wikipédia en anglais intitulé « Scalp Level, Pennsylvania » (voir la liste des auteurs).